# Férfi gyűrűgyakorlat a 2013-as nyári universiadén
A 2013-as nyári universiadén a torna férfi gyűrűgyakorlat versenyszámát július 10-én rendezték.

## Eredmények
| #     | tornász                  | ország                  | D érték | E érték | büntető | össz.  |
| ----- | ------------------------ | ----------------------- | ------- | ------- | ------- | ------ |
|       | Arthur Nabarrete Zanetti | Brazília (BRA)          | 6,800   | 9,075   | 0,00    | 15,875 |
|       | Denisz Abljazin          | Oroszország (RUS)       | 6,700   | 8,850   | 0,00    | 15,550 |
|       | Igor Radivilov           | Ukrajna (UKR)           | 6,700   | 8,825   | 0,00    | 15,525 |
| 4     | Csen Cse-jü              | Kínai Köztársaság (TPE) | 6,700   | 8,800   | 0,00    | 15,500 |
| 5     | Nyikita Ignatyjev        | Oroszország (RUS)       | 6,600   | 8,850   | 0,00    | 15,450 |
| 6     | Vu Kuan-hua              | Kína (CHN)              | 6,600   | 8,750   | 0,00    | 15,350 |
| 7     | Nonomura Sogo            | Japán (JPN)             | 6,400   | 8,675   | 0,00    | 15,075 |
| 8     | Thomas Taranu            | Németország (GER)       | 6,300   | 8,700   | 0,00    | 15,000 |
| [...] |                          |                         |         |         |         |        |
| 32    | Vlacsil Attila           | Magyarország (HUN)      | 5,700   | 8,500   | 0,00    | 14,200 |
| [...] |                          |                         |         |         |         |        |
| 54    | Szabó Nándor             | Magyarország (HUN)      | 5,300   | 8,450   | 0,00    | 13,750 |
| [...] |                          |                         |         |         |         |        |
| 63    | Tálas Bence              | Magyarország (HUN)      | 5,700   | 7,750   | 0,00    | 13,450 |
| [...] |                          |                         |         |         |         |        |
| 71    | Vecsernyés Dávid         | Magyarország (HUN)      | 4,500   | 8,650   | 0,00    | 13,150 |
| [...] |                          |                         |         |         |         |        |
| 102   | Gan Zi Jie Gabriel       | Szingapúr (SIN)         | 2,900   | 7,050   | 0,00    | 9,950  |